# Psicologia de la motivació
La Psicologia de la motivació és la branca de la psicologia que estudia la motivació i la seva relació amb la resta de processos cognitius.

## Concepte de motius

### Marcs teòrics

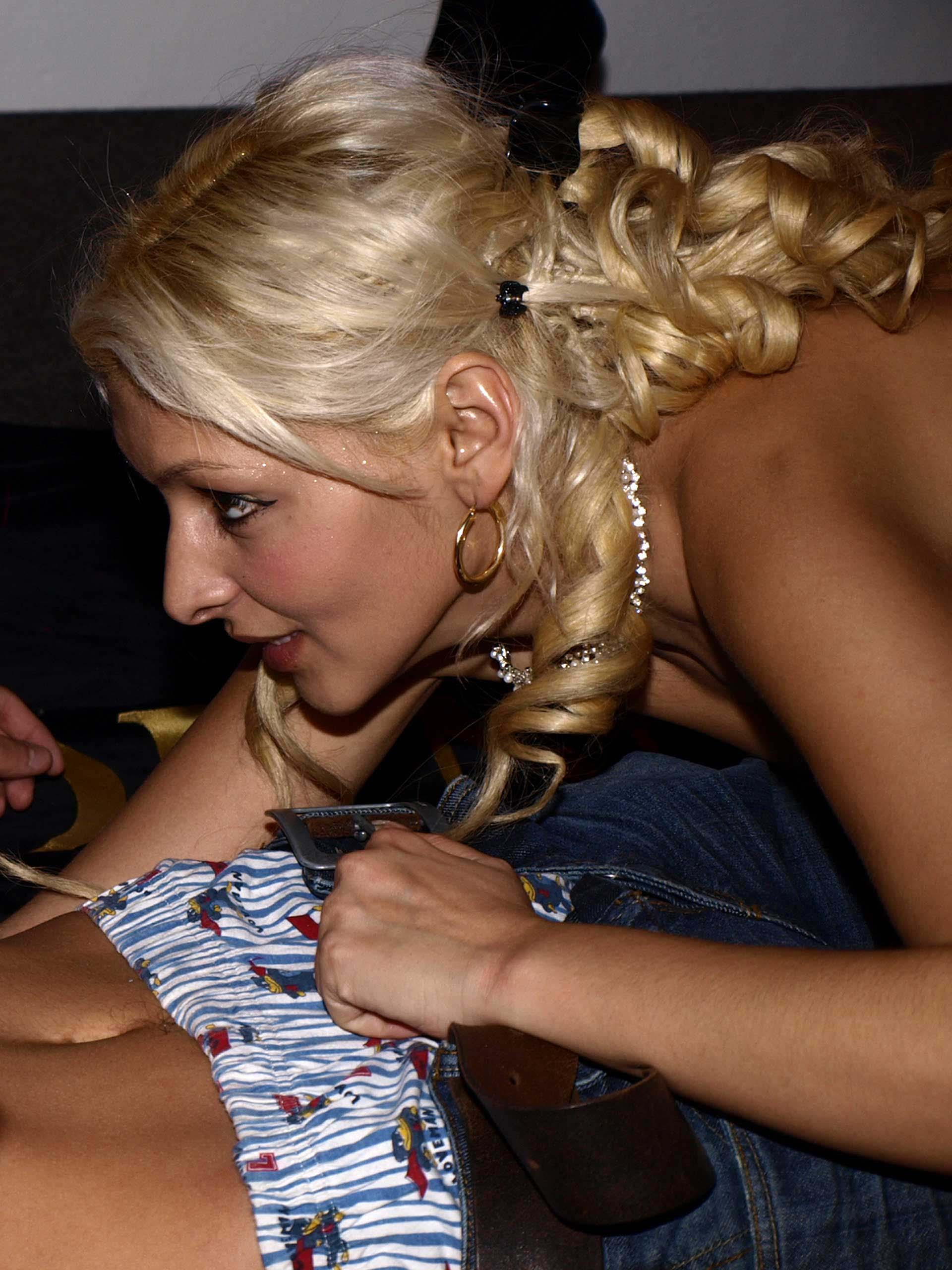
Segons la major part d'autors, el sexe és una de les principals motivacions de l'espècie humana

- El psicòleg social estatunidenc William McDougall, clar opositor al conductisme, defineix els motius com a tendències de conducta heretades, instintives i comunes a tots els éssers humans (Ex: instint sexual, instint de curiositat, instint d'autoafirmació, etc.)[1]
- Sigmund Freud i la tradició freudiana parlaven d'impulsos o pulsions encaminades a cobrir les principals necessitats humanes com la satisfacció sexual, expressar agressió i reduir l'ansietat[1]
- Henry Murray va definir els motius, i els va mesurar, en contraposició a les característiques de personalitat. Segons Murray parlem de motius com l'afiliació, l'agressió, el guany, el sexe.[2]
- Raymond B. Catell va definir els motius mitjançant l'anàlisi factorial identificant la curiositat, el sexe, el gregarisme, la protecció, la gana, la seguretat, la ira, etc.[3]
- Edward Lee Thorndike va parlar d'impulsos lligats a la biologia humana.

### Estructura

#### Condicions antecedents
Que determina l'excitació del motiu.
- Privació: Temps que el subjecte ha estat sense l'objecte
- Variable de l'estimulació: La força que té l'estímul de l'objecte (Ex: el dolor)
- Historial de l'organisme: aprenentatge i experiència influeixen fins i tot sobre motius amb una base clara.

#### Conducta motivada
Fa referència a com s'expressen els motius:
- Conducta consumatòria: La conducta satisfà el motiu (Ex: Menjar quan es té fam)
- Conducta instrumental: Actes que asseguren el que s'ha de consumir. En aquest sentit seria, per exemple, el nen que menja per a satisfer sa mare, tot i que en aquell moment també està realitzant una conducta consumatòria.
- Conducta substitutiva: Conductes que substitueixen altres motius. Per exemple, quan fumar s'usa com a conducta per a no engreixar-se, substituint la gana.

### Tipologia
- Inconscient: Són aquells motius dels quals les persones no són conscients i que es manifesten a través de conductes observables. El psicòleg austríac Sigmund Freud, fou qui els analitzà en més profunditat.
- Conscient: Són un producte de la motivació i d'altres determinats de l'acció, no en són indicadors purs, per tant només la poden predir quan es coneixen i es poden especificar tots els determinants implicats.

### Conflictes de motivació
El conflicte s'experimenta quan s'ha de renunciar a un objectiu per a assolir-ne un altre.

#### Estructura dels conflictes
Kurt Lewin, desenvolupa l'estructura dels conflictes, proposant que un motiu per a realitzar un acte és producte de dues variables personals
- necessitat (desig determinat de l'objecte)
- valència (valor del premi a l'estat final)

Totes dues estan separades per una variable ambiental coneguda com a distància psicològica que fa referència a les dificultats en les quals es pot trobar l'individu per a resoldre. La distància es compon de:
- València
- Vector: Impuls que condueix cap a l'objecte, o que l'aparta d'ell.
- Locomoció: Resposta d'apropament o evitació
- Espai o camp vital: Consideracions que requereixen que l'individu accepti una alternativa o altra no desitjada

#### Classes de conflictes
- Aproximació-Aproximació: Es produeix quan s'ha de decidir entre dues opcions semblants igualment desitjables. Es redueix la distància psicològica en una de les dues alternatives. (Ex: restar a casa o anar al cinema).
- Evitació-Evitació: Les dues alternatives són igual de desagradables, però s'ha de prendre la decisió per a una d'elles. Només és greu si una persona no pot fugir de la situació evitant les dues alternatives.
- Aproximació-Evitació: Són fàcils de resoldre, si cada un té valors oposats, perquè la persona tendirà a evitar el negatiu i aproximar-se al positiu. Però si els dos impliquen totes dues alternatives, suposa un problema. Generalment el conflicte es troba en l'atracció dels factors positius (exemple: sexe) i la força dels factors negatius (exemple: valors morals).

### Motius socials
La motivació social és la necessitat de relacionar-se afectivament amb altres éssers humans i integrar-se en grups. Això suposa que aquelles persones que no estan motivades per a les relacions socials, es puguin considerar patològiques en l'àmbit psicològic. Freud fou el primer a plantejar aquestes qüestions en preguntar-se la raó d'ésser de les civilitzacions humanes, que segons ell es relacionava per una pressa sexual biològicament determinada, el Complex d'Èdip, el desig del fill per la mare que li porta a enfrontar-se amb el pare, però atès que el tabú de l'incest porta a reprimir-lo això se substitueix mitjançant el treball i la creació d'una estructura social o socialització.

### Tipus de motius socials
- Motivació de guany: En les societats orientades cap al guany, hi haurà una major part d'individus amb la necessitat de fer quelcom millor per a obtenir l'èxit social. Les conseqüències socials d'una intensa motivació de guany es relacionen amb el benestar econòmic de les societats. Una estructura social oberta i competitiva està associada a nivells superiors de motivació de guany, la qual cosa es converteix en un requisit imprescindible per a la supervivència de l'individu.

- Motivació de poder: Diferents autors han coincidit que tots els éssers humans es caracteritzen per una necessitat de poder, agressió o dominació. Els individus amb una forta motivació de poder cerquen aquells àmbits socials on poden assolir el seu objecte: professions, posicions d'influència pública i prestigi.

- Motivació d'afiliació: Correspon a la motivació de trobar-se amb altres persones més enllà del contacte sexual, és una necessitat d'estar amb altres persones que porta a mantenir una àmplia xarxa social de relacions interpersonals i a evitar el rebuig interpersonal.